# 吉岡崇仁
吉岡 崇仁（よしおか たかひと、1955年 - ）は、日本の生物地球化学者。京都大学名誉教授、生物地球化学研究会会長。元全国大学演習林協議会会長。

## 人物・経歴
大阪市生まれ。大阪府立今宮高等学校を経て、1978年大阪大学理学部生物学科卒業。1980年名古屋大学大学院理学研究科博士課程前期課程大気水圏科学専攻修了、理学修士。1983年名古屋大学大学院理学研究科博士課程後期課程大気水圏科学専攻修了、理学博士、名古屋大学大学院理学研究科研究生。1984年三菱化成生命科学研究所特別研究員。1987年名古屋大学大学院理学研究科研究生。1988年信州大学理学部生物学科助手。1993年名古屋大学大気水圏科学研究所助手。2000年生態学琵琶湖賞受賞。2001年総合地球環境学研究所助手。同年総合地球環境学研究所助教授。2007年京都大学フィールド科学教育研究センター森林生物圏部門森林資源管理学分野教授。2010年京都大学フィールド科学教育研究センター北海道研究林長。2012年京都大学フィールド科学教育研究センター北白川試験地長。2013年京都大学フィールド科学教育研究センター長、京都大学評議員。2014年京都大学フィールド科学教育研究センター上賀茂試験地長。2016年京都大学フィールド科学教育研究センター徳山試験地長・北白川試験地長、生物地球化学研究会会長。2019年京都大学フィールド科学教育研究センター上賀茂試験地長。2021年京都大学フィールド科学教育研究センター森林生態系部門森林情報学分野特任教授、京都大学名誉教授。全国大学演習林協議会会長、芦生地域有害鳥獣対策協議会会長なども務めた。

## 編書
- 『生物地球化学』（南川雅男と共編）培風館 2006年
- 『環境意識調査法 : 環境シナリオと人びとの選好』勁草書房 2009年